# Sonic Advance
Sonic Advance (яп. ソニックアドバンス Соникку Адобансу) — видеоигра серии Sonic the Hedgehog в жанре платформер, изданная в 2001 году. Является первой игрой серии, разработанной для портативной консоли Game Boy Advance. Позже проект не раз портировался на различные игровые платформы нескольких поколений и входил в состав некоторых сборников.
Игровой процесс Sonic Advance включает смесь жанров разных поколений игр серии Sonic the Hedgehog. От игрока требуется пройти несколько уровней, по пути уничтожая бадников и собирая золотые кольца. По сюжету главный герой ёж Соник, вместе со своим друзьями, продолжает на Южном острове борьбу против злодея доктора Эггмана, который хочет захватить весь мир с помощью Изумрудов Хаоса.
Проект был совместно разработан студиями Sonic Team и Dimps, и создавался к 10-летию со дня выхода первой игры Sonic the Hedgehog. Большинство сотрудников работали ранее над Sonic Pocket Adventure. В ходе разработки платформер претерпел изменения в плане дизайна уровней и некоторых игровых элементов. После выхода Sonic Advance получила положительные отзывы от прессы и была коммерчески успешна. Из достоинств игры обозреватели называли графику, игровой процесс и наличие чао-сада, но критиковали высокую скорость бега персонажей. В декабре 2002 года был выпущен сиквел Sonic Advance 2.

## Игровой процесс
Sonic Advance является жанровым платформером, выполненным в двухмерной графике. Действие игры происходит на Южном острове (англ. South Island). По сюжету ёж Соник и его друзья — лис Тейлз, ехидна Наклз и ежиха Эми Роуз — снова продолжают преследовать злодея в лице доктора Эггмана, который хочет вновь захватить весь мир.
Игроку предстоит пройти от семи до девяти уровней (в зависимости от сценариев), называемых зонами («Neo Green Hill», «Secret Base», «Casino Paradise», «Ice Mountain», «Angel Island», «Egg Rocket», «Cosmic Angel», «X» и «Moon»), каждая из которых разделена на два акта и заполнена различными врагами-роботами — бадниками (англ. Badnik). Персонаж игрока может атаковать врагов путём сворачивания в клубок в прыжке, либо с помощью приёма spin dash (кроме Эми, у неё отсутствует данная способность), разгоняясь на месте и атакуя скоростным ударом в перекате. Во время прохождения уровня игрок собирает золотые кольца, служащие защитой от врагов, а при сборе 100 штук дающие дополнительную жизнь. Если персонажу будет нанесён урон, то он потеряет все кольца, а без них при повторном нападении он может погибнуть. В таком случае прохождение игры начинается либо заново, либо с контрольной точки. Кольца можно заново собрать за ограниченное время и не более 20 штук. Кроме того, на зонах разбросаны многочисленные бонусы, хранящиеся в специальных капсулах — например, дополнительная жизнь, временная неуязвимость или ускорение. Прохождение каждого акта ограничено десятью минутами; в зависимости от затраченного на прохождение времени в конце акта игроку присуждаются бонусные очки. Для завершения прохождения на первом акте необходимо коснуться таблички с изображением Роботника; в конце второго акта проходит битва с боссом — самим Эггманом (кроме «Egg Rocket»), или металлической копией Наклза на «Angel Island». Кроме основной игры, в Sonic Advance присутствуют три дополнительных режима. Первый — «VS» — представляет собой многопользовательскую игру, которую можно пройти вчетвером; в этом режиме доступны следующие миссии: сбор колец («Collect the Rings»), поиск чао («Chao Hunt») и гонка («Race»). Для мультиплеера необходимо подсоединить портативные приставки с помощью специального кабеля. «Time Attack» предлагает игроку пройти любой уровень за минимальное время, а «Sound Test» — послушать музыку из игры.
Sonic Advance можно пройти четырьмя разными персонажами — за Соника, Тейлза, Наклза и Эми — предварительно выбрав определённого персонажа в меню. Каждый герой обладает своими качествами. Соник способен совершать в прыжке резкое вращение (spin attack), увеличивая радиус атаки для поражения врага и при этом не касаясь его. Основной способностью Тейлза является возможность летать — благодаря тому, что он имеет два хвоста и вращает ими, как пропеллерами. Если действие происходит в воде, то он таким же образом может плавать, однако в любом случае по прошествии десяти секунд лис устаёт и будет тонуть. Наклз может парить в воздухе и, благодаря своим кастетообразным перчаткам, атаковать врага в воздухе; также ехидна умеет карабкаться по стенам и разбивать препятствия. Ежиха Эми использует для атаки противников и отскока свой гигантский молот «Piko-Piko Hammer».

### Особый уровень
В Sonic Advance присутствуют особые уровни («Special Stage»), предназначенные для сбора Изумрудов Хаоса. Чтобы попасть туда, на уровнях нужно найти специальную пружину и запрыгнуть на неё. Специальный этап представлен в виде разноцветной длинной трубы. Игрок должен собрать требуемое количество колец и избегать бомб, при столкновении с которыми персонаж теряет десяток набранных колец. В случае удачного прохождения персонаж получает Изумруд Хаоса и дополнительные очки за собранные кольца. Если игрок собрал все семь камней, то открывается последний уровень «Moon», где ёж Соник в своей супер-форме сражается с Эггманом в космосе. Пребывание персонажа в этой форме ограничено числом имеющихся у него колец, которое ежесекундно уменьшается. Если Сонику не удалось собрать все семь Изумрудов, то после прохождения зоны «X» он падает на Землю, где его, при помощи своего самолёта «Торнадо», ловит Тейлз. Для остальных персонажей сбор Изумрудов ни на что не влияет и вся их сюжетная линия заканчивается на уровне «X».

### Чао-сад
Помимо основной игры, в Sonic Advance для консоли Game Boy Advance присутствует чао-сад («Tiny Chao Garden»). Чао — маленькие питомцы, живущие в мире Соника. Их ареал расселения — небольшие сады, также присутствующие в играх Sonic Adventure и Sonic Adventure 2. С помощью специального кабеля «GCN-GBA» игрок может переместить своего зверька из вышеупомянутых игр на консоли GameCube в Sonic Advance на Game Boy Advance. В отличие от чао-сада в основных консольных играх серии, чао-сад в Sonic Advance имеет несколько ограничений: у питомцев не отображается возраст, можно использовать только фрукты и три игрушки, которые должны быть куплены в специальном магазине за кольца, а в самом саду может существовать только один чао. Как и некоторые животные, чао начинают жизненный цикл с яйца. Их можно хранить в саду, если у игрока нет ни одного зверька.
В «Tiny Chao Garden» присутствуют две мини-игры: карты и «камень-ножницы-бумага». В первой игре надо отыскать в колоде две подходящие по рисунку карты, а во второй — предугадать исход, выбрав в специальном окошке значок с жестом. За каждую правильную пару карт или победу игрока награждают дополнительными кольцами, а в случае проигрыша число колец уменьшается.

## Разработка игры
Sonic Advance была разработана студиями Sonic Team и Dimps для портативной консоли Game Boy Advance (GBA). Вместе с Sonic Adventure 2 Battle, она стала одной из первых игр серии, выпущенной для консоли от компании Nintendo. Часть разработчиков ранее работали над платформером Sonic Pocket Adventure. Процессом разработки руководил дизайнер и сценарист Акинори Нисияма, а продюсировал проект тогдашний глава Sonic Team Юдзи Нака. За дизайн уровней отвечали Кадзуко Ито и Макото Ёнэдзу. Ведущим программистами стали Ёсихиса Хасимото и Такааки Сайто, в роли художников выступили Юдзи Уэкава и Сатико Кавамура.
В 2000 году компания Sega приняла решение прекратить в январе следующего года производство своей консоли Dreamcast и сфокусироваться только на разработке и выпуске игр для различных приставок. Примерно в это же время своим внутренним подразделениям (в том числе и Sonic Team) поручили заняться портированием своих старых проектов или переносом своих новых разработок на платформы от Microsoft, Sony и Nintendo. Вместе с Накой, Нисияма решил сформировать команду разработчиков для создания Sonic the Hedgehog Advance, название которой позже сократили до Sonic Advance. Так как большинство сотрудников работали над Sonic Adventure 2, продюсер пригласил в команду программистов и дизайнеров из новообразованной в 2000 году студии Dimps.
Проект был создан к 10-летнему юбилею со дня выхода первой игры франшизы. Многие идеи и наработки из предыдущих частей франшизы были использованы в Sonic Advance. Например, игровой процесс, бо́льшая часть дизайна уровней и боссов заимствованы из игр, выходивших на консоль Mega Drive/Genesis, а при разработке дизайна персонажей был использован новый стиль, впервые представленном в Sonic Adventure. Музыкальное сопровождение было создано композиторами Ютакой Минобэ и Тацуюки Маэдой. В игре также использовалась музыка Масато Накамуры, автора саундтреков к первым играм серии Sonic the Hedgehog. Несмотря на то, что альбом с композициями Sonic Advance выпущен не был, трек под названием «Neo Green Hill», являющийся сопровождением для одноимённого уровня, были включены в альбомы History Of Sonic Music 20th Anniversary Edition (2011) и Sonic the Hedgehog 25th Anniversary Selection (2016).
Игра была анонсирована 31 января 2001 года. На выставке Electronic Entertainment Expo (E3) демонстрировался небольшой тизер-трейлер, в котором была показана ранняя версия уровня «Neo Green Hill», а на Tokyo Game Show объявили о возможностях переносить данные из Sonic Advance в Sonic Adventure 2 Battle с помощью специального кабеля «GCN-GBA». В течение ограниченного времени, на E3 и в парке развлечений Space World игроки могли пройти демоверсию. К 27 августа 2001 года проект был завершён на 70 %.

## Версии и выпуски
Sonic Advance вышла для GBA на территории Японии в декабре 2001 года, в остальном мире она появилась в следующем году при поддержке компаний THQ и Infogrames. Позднее, в 2005 году, Sega самостоятельно переиздала игру в составе трёх сборников — Sonic Advance & Sonic Pinball Party Combo Pack, 2 in 1: Sonic Advance & ChuChu Rocket! и 2 in 1: Sonic Advance & Sonic Battle, в которые соответственно вошли пинбол Sonic Pinball Party, головоломка ChuChu Rocket! и файтинг Sonic Battle.
Игра не раз переиздавалась для других платформ и входила в состав некоторых сборников. В 2003 году Sega и Nokia  совместно выпустили платформер для телефона-консоли N-Gage под названием Sonic N. От оригинала она отличается отсутствуем чао-сада и мультиплеера, а сам игровой процесс остался без изменений. Эта же версия, несмотря на название Sonic Advance, была портирована на мобильные телефоны, смартфоны BlackBerry и устройства с операционной системой Android, причём в первых двух доступно только первые четыре уровня. В феврале 2015 года состоялся релиз оригинальной игры для GBA в сервисе Virtual Console для консоли Wii U.

## Оценки и мнения
| Сводный рейтинг       | Сводный рейтинг | Сводный рейтинг |
| Издание               | Оценка          | Оценка          |
| Издание               | GBA             | N-Gage          |
| --------------------- | --------------- | --------------- |
| GameRankings          | 83,32 %         | 57,41 %         |
| Metacritic            | 87/100          | N/A             |
| MobyRank              | 83/100          | 59/100          |
| Иноязычные издания    |                 |                 |
| Издание               | Оценка          | Оценка          |
| Издание               | GBA             | N-Gage          |
| AllGame               | [ 8 ]           | N/A             |
| Edge                  | 7/10            | N/A             |
| EGM                   | 7,67/10         | N/A             |
| Game Informer         | 8,5/10          | N/A             |
| GamePro               | [ 18 ]          | N/A             |
| GameSpot              | 7,9/10          | 5,6/10          |
| GameSpy               | 88/100          | [ 49 ]          |
| GameZone              | N/A             | 7,3/10          |
| IGN                   | 9,1/10          | 6/10            |
| Nintendo Power        | 4,2/5           | N/A             |
| Nintendo World Report | 8,5/10          | N/A             |
| Русскоязычные издания |                 |                 |
| Издание               | Оценка          | Оценка          |
| Издание               | GBA             | N-Gage          |
| «Страна игр»          | 7/10            | N/A             |

Sonic Advance получила положительные отзывы от игровой прессы. По данным сайта Metacritic, средняя оценка платформера составляет 87 баллов. Схожая статистика опубликована в GameRankings — 83,32 %. На 2011 год было продано более двух миллионов экземпляров, что сделало её одной из самых продаваемых игр для консоли. В марте 2009 года журнал Official Nintendo Magazine поставил Sonic Advance на 75-е место в топ «100 величайших игр Nintendo». В 2012 году сайт GamesRadar включил игру в список «Лучших игр для GBA».
Стилистика и игровой процесс Sonic Advance напомнила критикам старые игры с Соником, выходившие до 1998 года, то есть до релиза Sonic Adventure, и между ними проводились параллели. Крейг Харрис из IGN в своём обзоре написал, что, благодаря геймплею, проекты серии Sonic the Hedgehog лучше смотрятся на портативной консоли от Nintendo, чем на Mega Drive/Genesis, поскольку теперь, помимо быстрого прохождения, к задаче игрока прибавляется ещё и исследование уровней. Он также отдельно выделил реиграбельность платформера: благодаря наличию четырёх доступных персонажей, Sonic Advance можно проходить снова и снова. Рецензент Star Dingo (GamePro) назвал игру «простым, проверенным и надёжным взрывом из прошлого», а журналист из «Страна игр» — «настоящим Соником». Представитель сайта AllGame Скайлер Миллер в своём обзоре предложил Sega переиздать какую-нибудь свою готовую игру на Game Boy Advance, приведя в качестве примера серию Mario, поскольку новый платформер с ежом «к столу ничего нового не приносит». Рикардо Торрес в своей рецензии для сайта GameSpot отмечал, что Sonic Advance не хватает лоска. Кроме игрового процесса, важными достоинствами игры назвались чао-сад, возможность соединения портативной приставки с консолью GameCube и музыкальное сопровождение, но к недостаткам критики часто относили высокую скорость прохождения, из-за которой происходят «дешёвые смерти».
В отличие от оригинала, Sonic N получила сдержанные отзывы от критиков. На сайте GameRankings средняя оценка порта для N-Gage составляет 57,41 %. Проект критиковался, в первую очередь, за отсутствие чао-сада и мультиплеера, а также за ограниченную картинку, звук и графику. Как выразился Алекс Наваро из GameSpot, игра «похоронена под многочисленными техническими оплошностями», упоминая в своём обзоре непоследовательную частоту кадров и «дрожащую» виртуальную камеру. По мнению Чада Чамберса (IGN), если бы в игре существовал мультиплеер, реиграбельность Sonic N тут же возросла. Рецензент из GameZone назвал «плохим» решение Sega убрать многопользовательский режим. Он также обратил внимание, маленький экран телефона не даёт игроку осмотреть уровень, и приводит это к больши́м неприятностям. Положительный отзыв оставил представитель сайта GameSpy Мэттю Фримен. Он не согласился с выводами своего коллеги из GameSpot по поводу технических недоработок, и заявил, что Sonic N является достойной игрой для N-Gage, хоть и с ограниченным 2D-дизайном.

### Влияние
В декабре 2002 года состоялся выход продолжения игры — Sonic Advance 2. По сюжету доктор Эггман захватывает всех животных из мира Соника и превращает их в роботов. Злодей также похитил друзей ежа: крольчиху Крим, лиса Тейлза и ехидну Наклза. Главный герой снова собирается в приключение, чтобы остановить учёного, спасти своих друзей и вновь собрать все Изумруды Хаоса. В игре используется игровой процесс Sonic Advance, но с небольшими изменениями. Впервые в серии появились новые персонажи — вышеупомянутая Крим и её лучший друг — чао по имени Чиз.
C 2001 года издательствами Shogakukan, Aspect и Versus Books выпускались книги, где содержалось руководство и дополнительная информация по игре.